# Coalición
De Coalición (Nederlands: Coalitie) was een Chileense politieke coalitie die in 1891, kort na de Chileense burgeroorlog van dat jaar, was opgericht als samenwerkingsverband van de Partido Conservador (Conservatieve Partij), de Partido Liberal Democrático (Liberaal Democratische Partij) en enkele conservatief-liberale clubs binnen de Partido Liberal. Soms maakte ook de Partido Nacional deel uit van de Coalición. In 1920 werd de naam gewijzigd in Unión Nacional (Nationale Unie). In 1925 werd de Union Nacional ontbonden.
De Coalición was de grote tegenhanger van de Alianza Liberal (Liberale Alliantie), die werd aangevoerd door de Partido Liberal (Liberale Partij) en als progressiever bekend stond.

## Presidentskandidaten namens de Coalición
| Verkiezingen | Kandidaat | Kandidaat | Kandidaat                       | Partij | Partij        | Uitkomst     |
| ------------ | --------- | --------- | ------------------------------- | ------ | ------------- | ------------ |
| 1891         |           |           | Jorge Montt Álvarez             |        | Onafhankelijk | President    |
| 1896         |           |           | Federico Errázuriz Echaurren    |        | PL            | President    |
| 1901         |           |           | Pedro Montt Montt               |        | PN            | Niet gekozen |
| 1906         |           |           | Fernando Lazcano Echaurren      |        | PL            | Niet gekozen |
| 1910         |           |           | Ramón Barros Luco               |        | PL            | President    |
| 1915         |           |           | Juan Luis Sanfuentes Andonaegui |        | PLD           | President    |
| 1920         |           |           | Luis Barros Borgoño             |        | PL            | Niet gekozen |

## Verkiezingsresultaten
| Verkiezingsjaar / Kamer van Afgevaardigden | 1891 | 1894 | 1897 | 1900 | 1903 | 1906 | 1909 | 1912 | 1915 | 1918 | 1921 | 1924 |
| Alianza Liberal                            | 54   | 66   | 26   | 42   | 38   | 53   | 52   | 62   | 53   | 67   | 68   | 75   |
| Coalición                                  | 40   | 28   | 68   | 52   | 56   | 41   | 43   | 56   | 65   | 51   | 48   | 43   |
| Aantal gekozen afgevaardigden              | 94   | 94   | 94   | 94   | 94   | 94   | 95   | 118  | 118  | 118  | 116  | 118  |

| Verkiezingsjaar / Senaat | 1891 | 1894 | 1897 | 1900 | 1903 | 1906 | 1909 | 1912 | 1915 | 1918 | 1921 | 1924 |
| Alianza Liberal          | 23   | 22   | 14   | 16   | 9    | 7    | 17   | 18   | 21   | 24   | 24   | 23   |
| Coalición                | 9    | 10   | 18   | 16   | 23   | 22   | 15   | 19   | 16   | 13   | 13   | 14   |
| Aantal gekozen senatoren | 32   | 32   | 32   | 32   | 32   | 29   | 32   | 37   | 37   | 37   | 37   | 37   |

Bron: Heise 1982